# Marienkirche (Hanau)

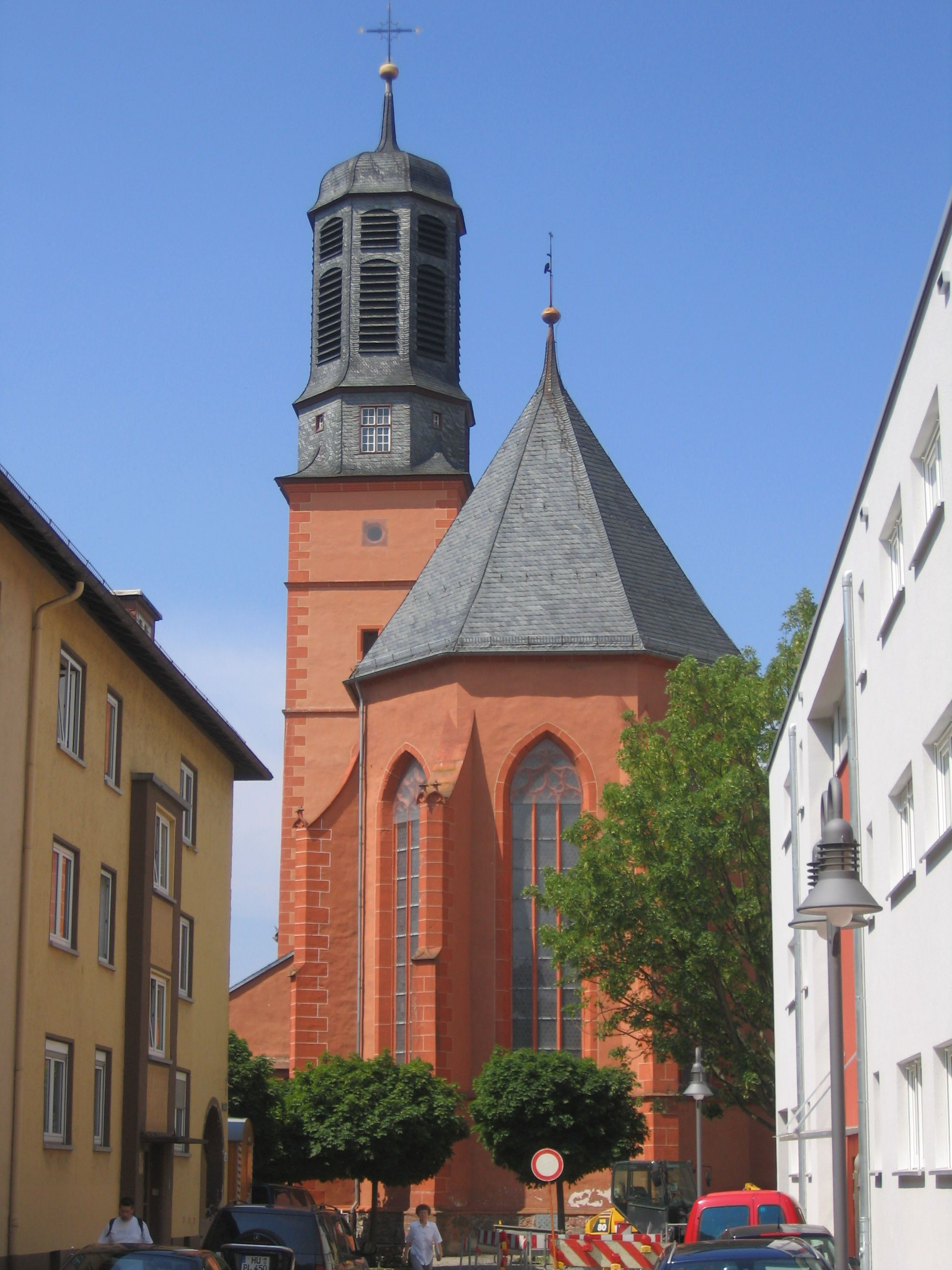
Chor und Turm der Marienkirche von Osten

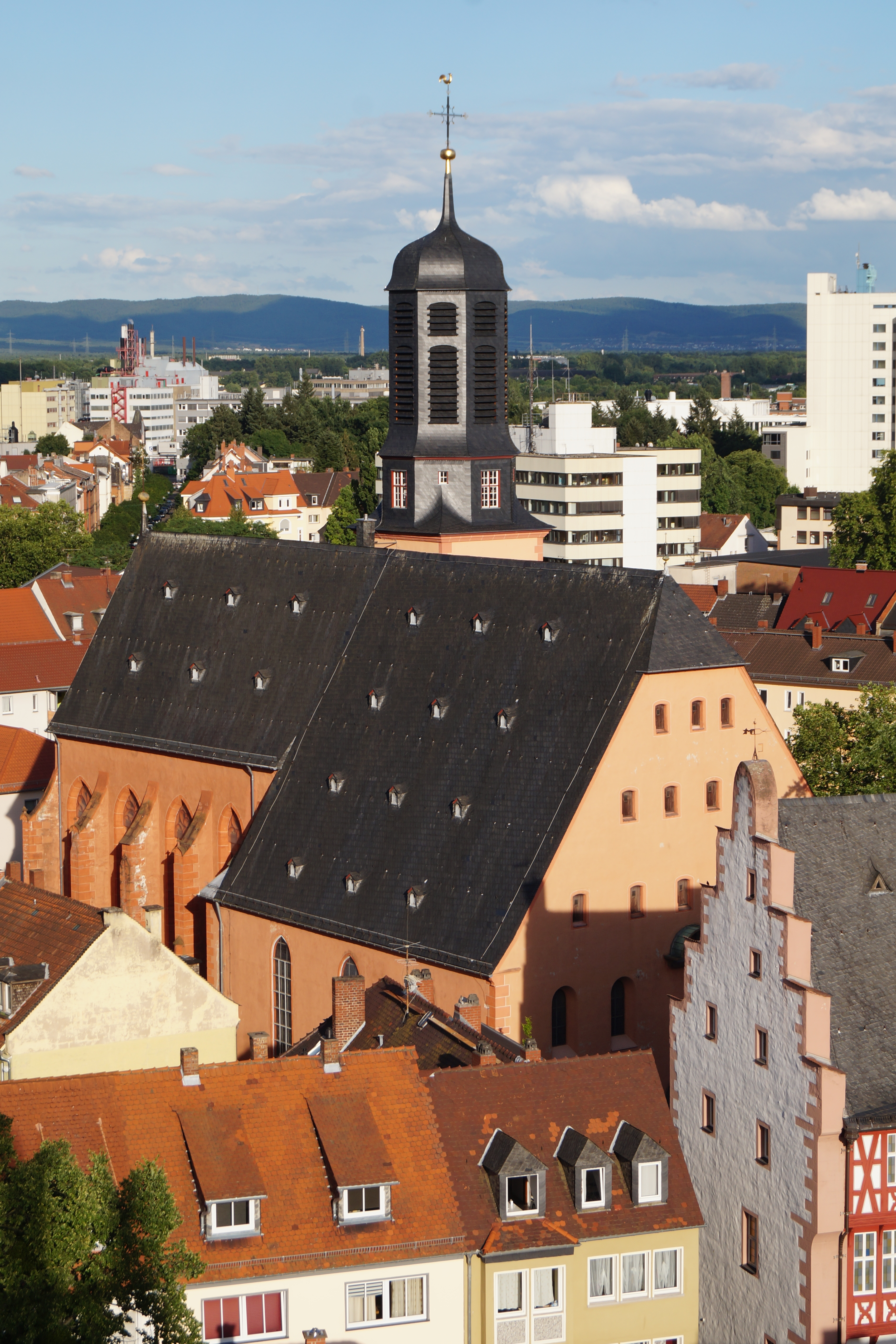
Ansicht von Nordwesten vom Turm der alten Johanneskirche

Die Marienkirche war ursprünglich der Maria Magdalena geweiht und ist heute vorrangig gotisch geprägt. Sie ist die Gemeindekirche der Evangelischen Marienkirchengemeinde Hanau.

## Lage
Die Marienkirche steht an einem zentralen Ort der Altstadt von Hanau, direkt am Deutschen Goldschmiedehaus, dem ehemaligen Rathaus der Hanauer Altstadt, in der Nähe des Altstädter Marktes. Zentral im mittelalterlichen Hanau gelegen waren Turm und Kirche von weitem zu sehen.

## Mittelalter

### Ursprünge

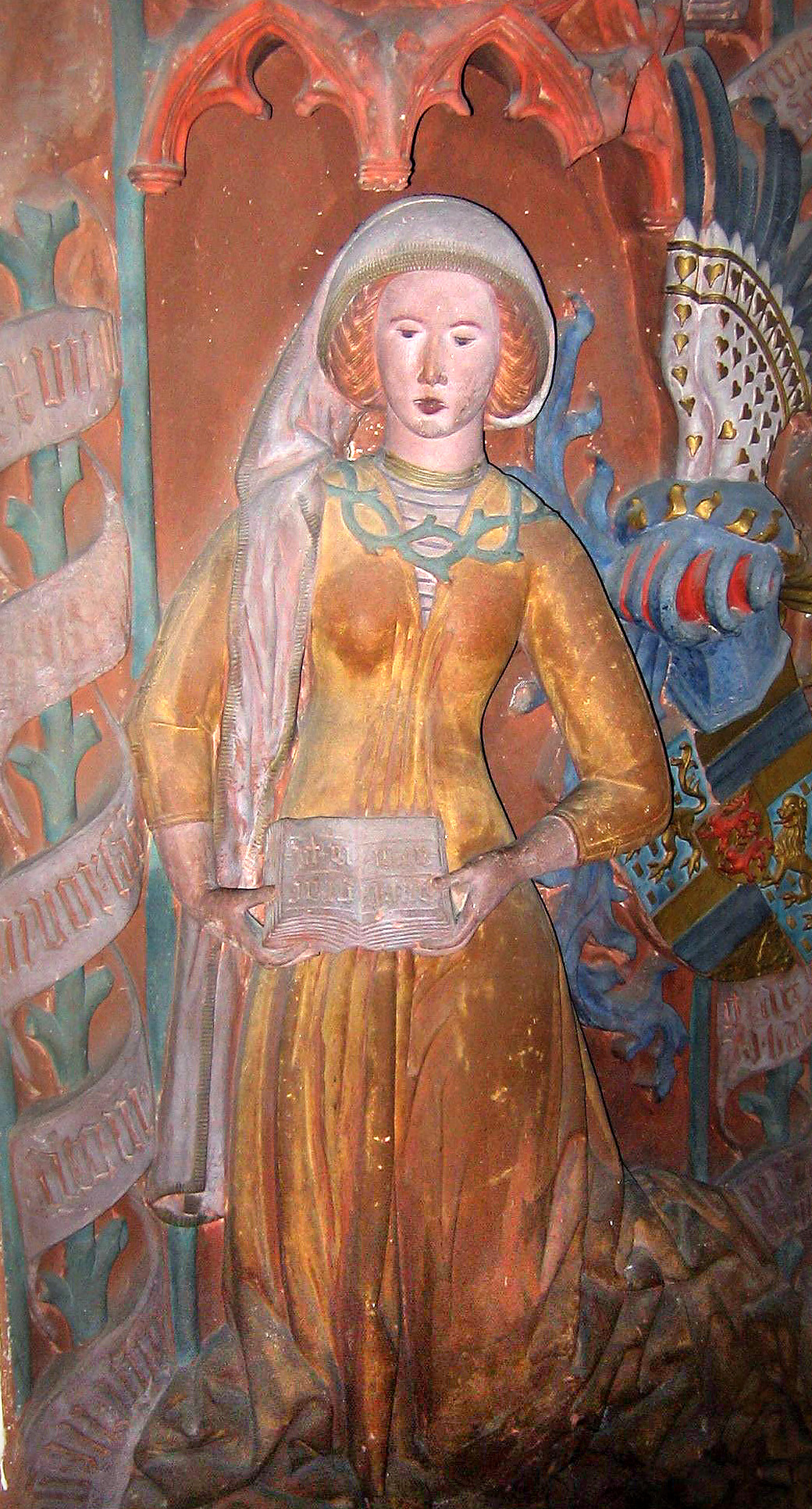
Epitaph der Gräfin Adriana von Nassau

Als Hanau 1303 zur Stadt erhoben wurde, besaß der Ort schon eine romanische Kapelle, viel kleiner als die heutige Kirche. Wann die Kapelle erbaut wurde, ist unbekannt. 1316 wird sie urkundlich erstmals erwähnt. Sie war damals Filialkirche der älteren Pfarrkirche Unserer Lieben Frauen im Kinzdorf, südlich des damaligen Hanau. Der Pfarrer des Kinzdorfes hatte die geistliche Verantwortung für seine dortige Pfarrkirche, die Maria-Magdalena-Kapelle in der Stadt Hanau, die Martins-Kapelle in der Burg Hanau und die Elisabeth-Kapelle im Alt-Hanauer Hospital in der ersten Hanauer Vorstadt. Er bildete mit seinen Kaplänen eine Priestergemeinschaft für die Parochie Hanau. Für 1364 sind fünf Kapläne nachgewiesen.

### Pfarrkirche
Das Abhängigkeitsverhältnis von der Kinzdorfer Mutterkirche änderte sich 1434: Graf Reinhard II. erwirkte für die Maria-Magdalena-Kapelle pfarrkirchliche Rechte. Er erließ eine Gottesdienstordnung für die Geistlichen, die unter anderem täglich Messen und Vespern an den zahlreichen Altären wahrnahmen. Damit hatte sich der kirchliche Schwerpunkt vom Kinzdorf nach Hanau verlagert. Außerdem stattete der Graf die Priester besser aus und legte dies in einer neu geschaffenen Präsenzordnung fest. Jeder Priester, der die gottesdienstlichen Pflichten an dem ihm zugewiesenen Altar regelmäßig versah (das heißt „präsent“ war), erhielt dafür ein Entgelt. Die Einkünfte der Präsenz – Naturalien oder Geld – bewirtschaftete ein Präsenzverwalter. Die Präsenz besteht noch heute, besitzt Liegenschaften aus altem Pfründenbesitz und unterhält mit deren Einkünften baulich die Marienkirche.

### Erste Ausbauphase
Reinhard II. vergrößerte und verschönerte die Hauptkirche seiner Residenzstadt und wählte sie als neue Grablege für seine Familie, deren Mitglieder zuvor im Kloster Arnsburg bestattet worden waren. Als erster der gräflichen Familie wurde Reinhard II. 1451 in ihr beigesetzt. Von 1451 bis 1612 war der Chor Begräbnisstätte des Hanauer Grafenhauses. Die Gräber wurden ins Erdreich unter den Bodenplatten des Chores eingetieft. Ab 1612 fanden die Bestattungen in einer 1602 errichteten Gruft, die sich ebenfalls unter dem Chor befindet, statt.
Graf Reinhard II. ließ die bis dahin einschiffige Kirche dreischiffig erweitern. Das Kirchenschiff erhielt damals seinen heutigen Umfang. Der Umbau des Schiffes begann 1449. Eine entsprechende Inschrift befindet sich über einer zugemauerten Spitzbogentüre an der Außenseite der Südwand des südlichen Seitenschiffes. Die Arbeiten wurden 1454 abgeschlossen. Auf Letzteres weist eine Jahreszahl über der Türe auf der Nordseite hin. Die Apsis wurde ebenfalls vergrößert. 1448 wurde mit dem Bau des heute noch vorhandenen Turmes begonnen. Er erhielt 1480 die erste große Glocke (36 Zentner). Sie war in Schweinfurt zum Preis von 360 Gulden hergestellt worden.

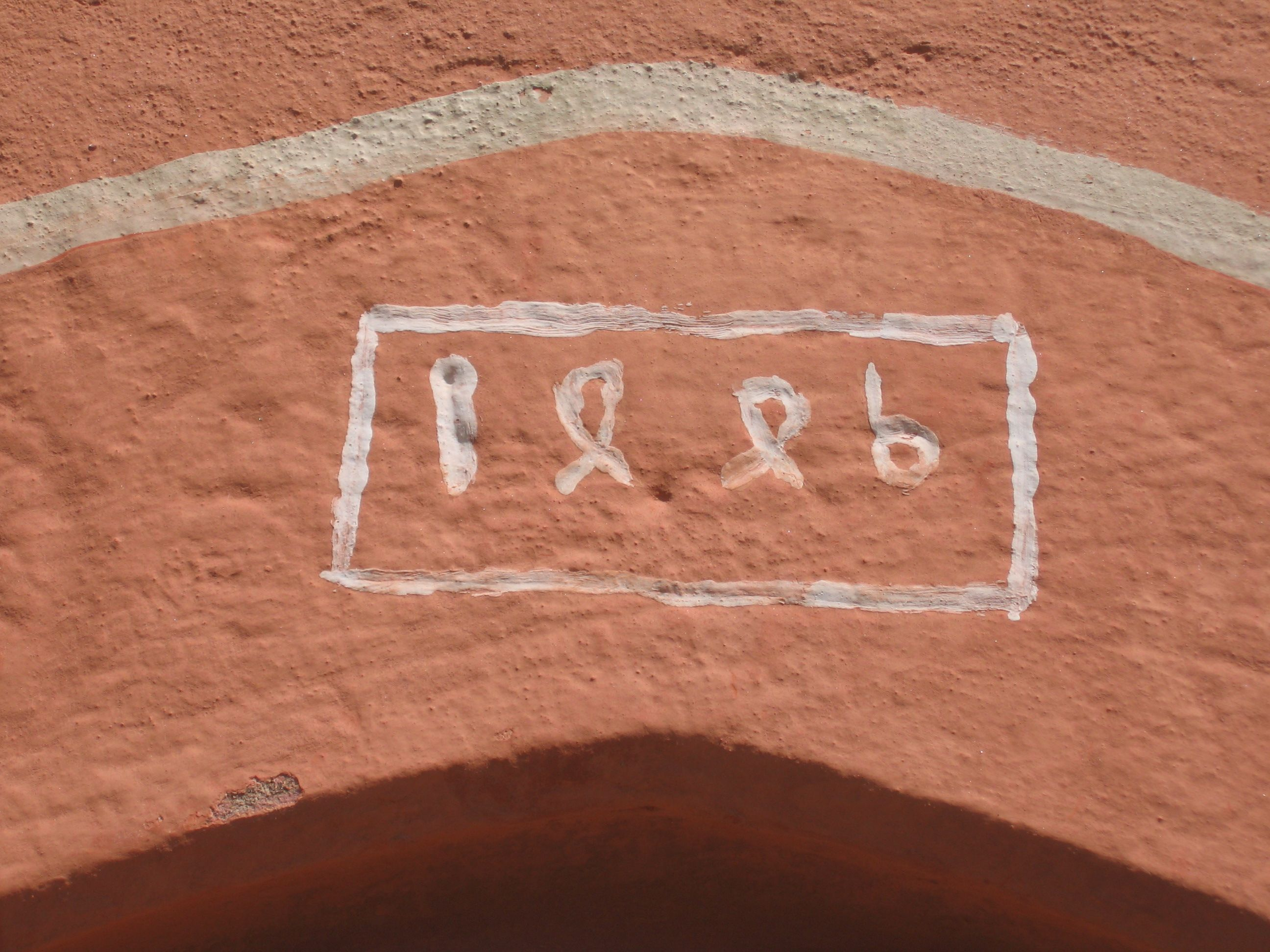
Bauinschrift an der Südwand von 1446
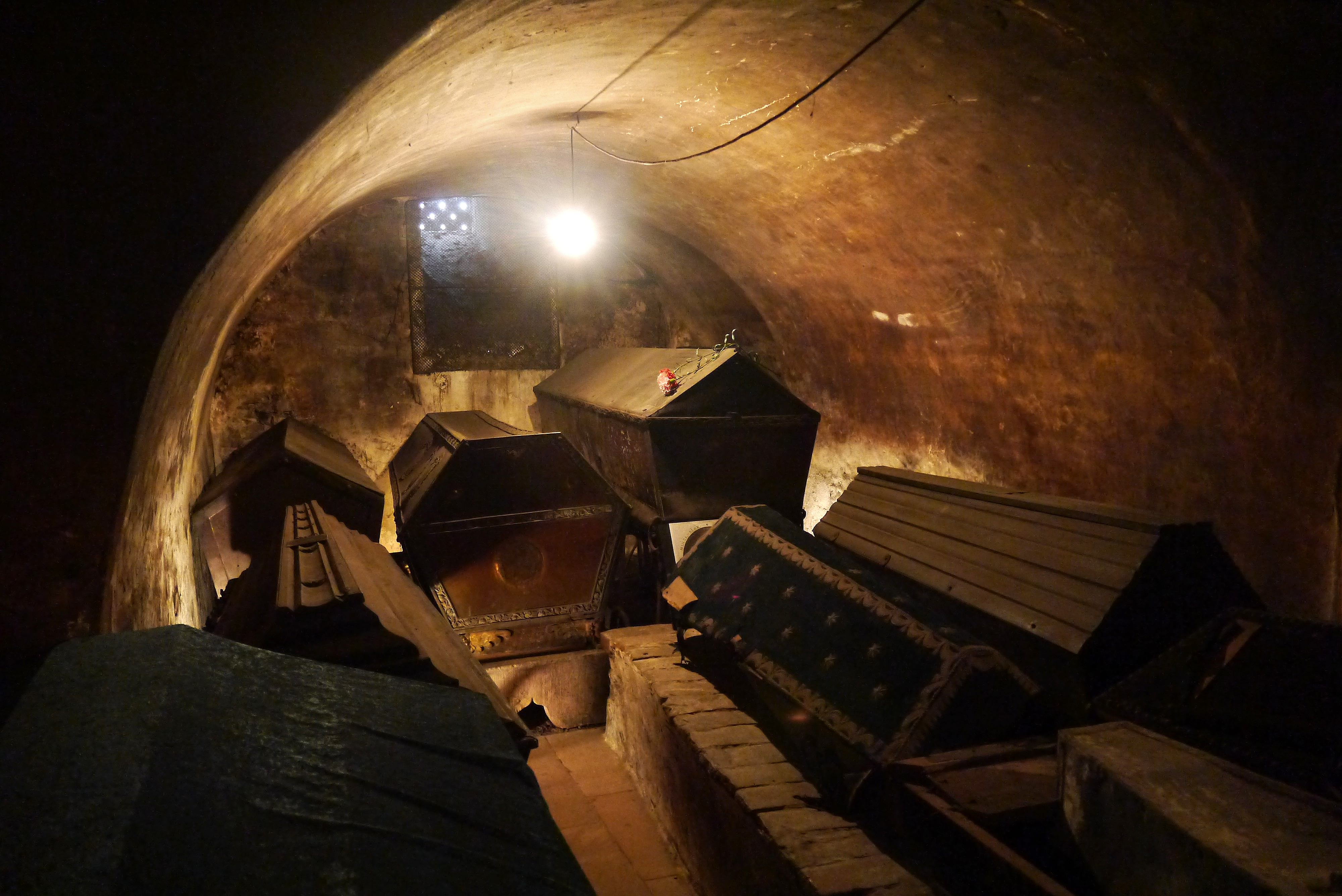
Gruft des Hanauer Grafenhauses
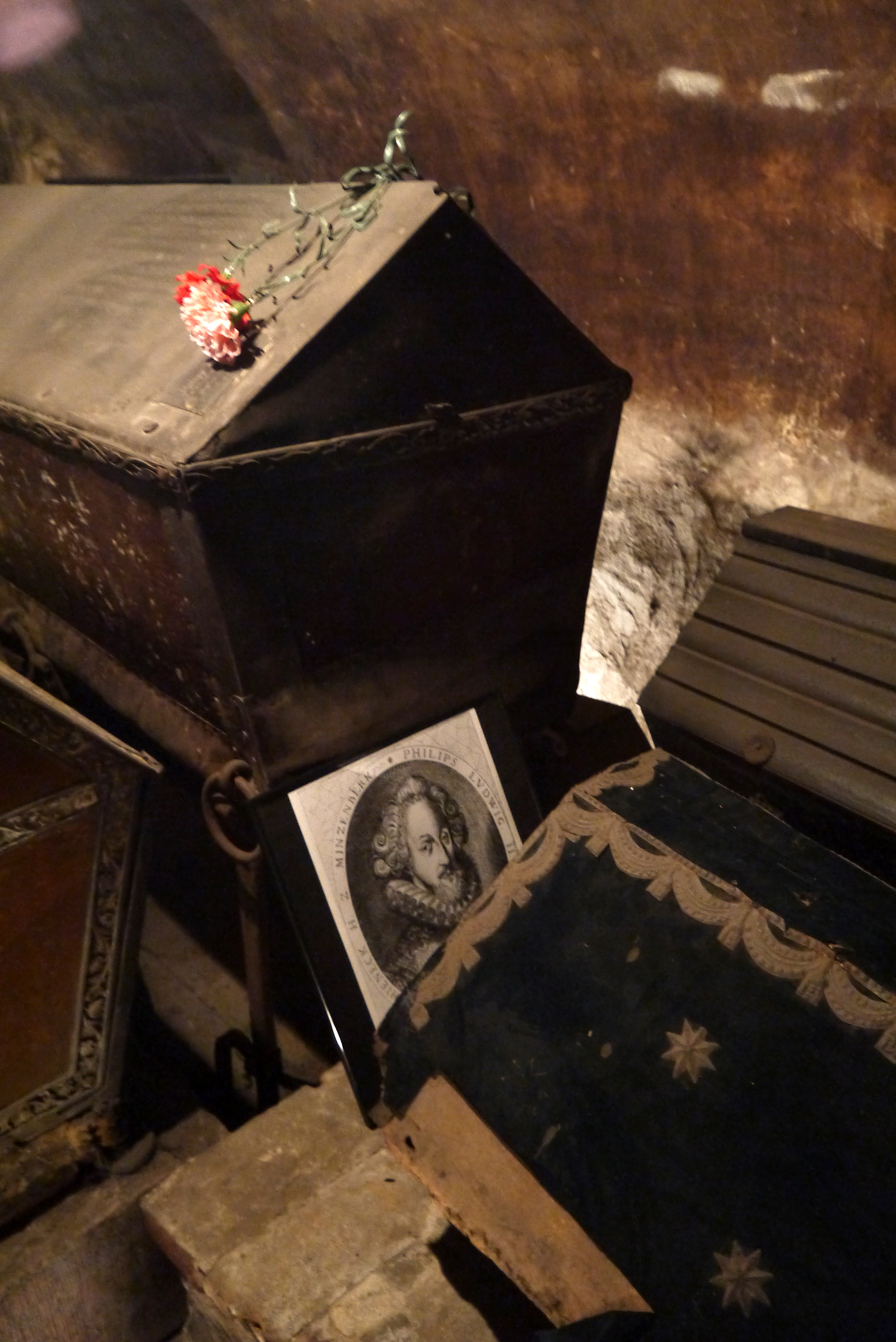
Sarg von Graf Philipp Ludwig II.

### Spätgotischer Chor
Die heute noch prägendste Veränderung an der Kirche führte Graf Philipp I., der Jüngere, durch. 1485 war er von einer Reise ins Heilige Land mit vielen Anregungen von unterwegs heimgekehrt. Er gab einen Chor mit erstaunlichen Dimensionen in Auftrag, der das angrenzende Kirchenschiff weit überragte. Der Chor weist eine Länge von 22 m, eine Breite von 10 m und einer Höhe von 16,4 m auf. Er wird von vier Jochen und einem 5/8-Schluss gebildet. Ins Auge fallen die Sockel und Konsolen der Dienste im Chor. Sie entsprechen den Eckstrebepfeilern auf der Außenseite. Früher reich gemeißelt, wurden sie 1945 teilweise zerstört und beim Wiederaufbau durch nicht gestaltete Steine (Bossen) ersetzt. Zehn aufstrebende Pilaster nehmen die netzförmig sich entfaltenden Rippen auf, die das Gewölbe zieren, und laufen am östlichen Ende in einem Stern zusammen. Dessen Schlussstein zeigt die Kirchenpatronin Maria Magdalena, wie sie vor dem auferstandenen Christus als dem vermeintlichen Gärtner niederkniet, die Noli me tangere-Szene. Die übrigen Schlusssteine sind als gehauene und bemalte Wappen der Familie des Erbauers, Graf Philipp I., des Jüngeren, und seiner Frau Adriana von Nassau-Dillenburg (1449–1477), gestaltet. Gezeigt werden darüber hinaus die Wappen seines Vaters, Graf Reinhard III. und seines Großvaters, Graf Reinhard II. und ein Wappen der Pfalz für seine Mutter, die Pfalzgräfin Margarethe von Pfalz-Mosbach. Die seitlichen Punkte der Gewölberippen schmücken kleinere Wappen aus der Verwandtschaft und dem adeligen Umfeld des Hauses Hanau, darunter die der Grafen von Wertheim, Rieneck und Solms. Die Felder in dem Netz der Gewölberippen füllen gemalte Ranken, Blüten und die Strahlen. Der Gesamtentwurf stammt wohl von Siegfried Ribsche, die Ausführung von Meister Martin und die bildhauerischen Arbeiten – zumindest zum Teil – von dem Steinmetz-Meister Hans Merckel aus Babenhausen. Vermutlich war der Chor nur als erster Bauabschnitt gedacht. Durch die dann bald einsetzende Reformation kam es nicht mehr zu einer entsprechenden Erweiterung des Kirchenschiffes.

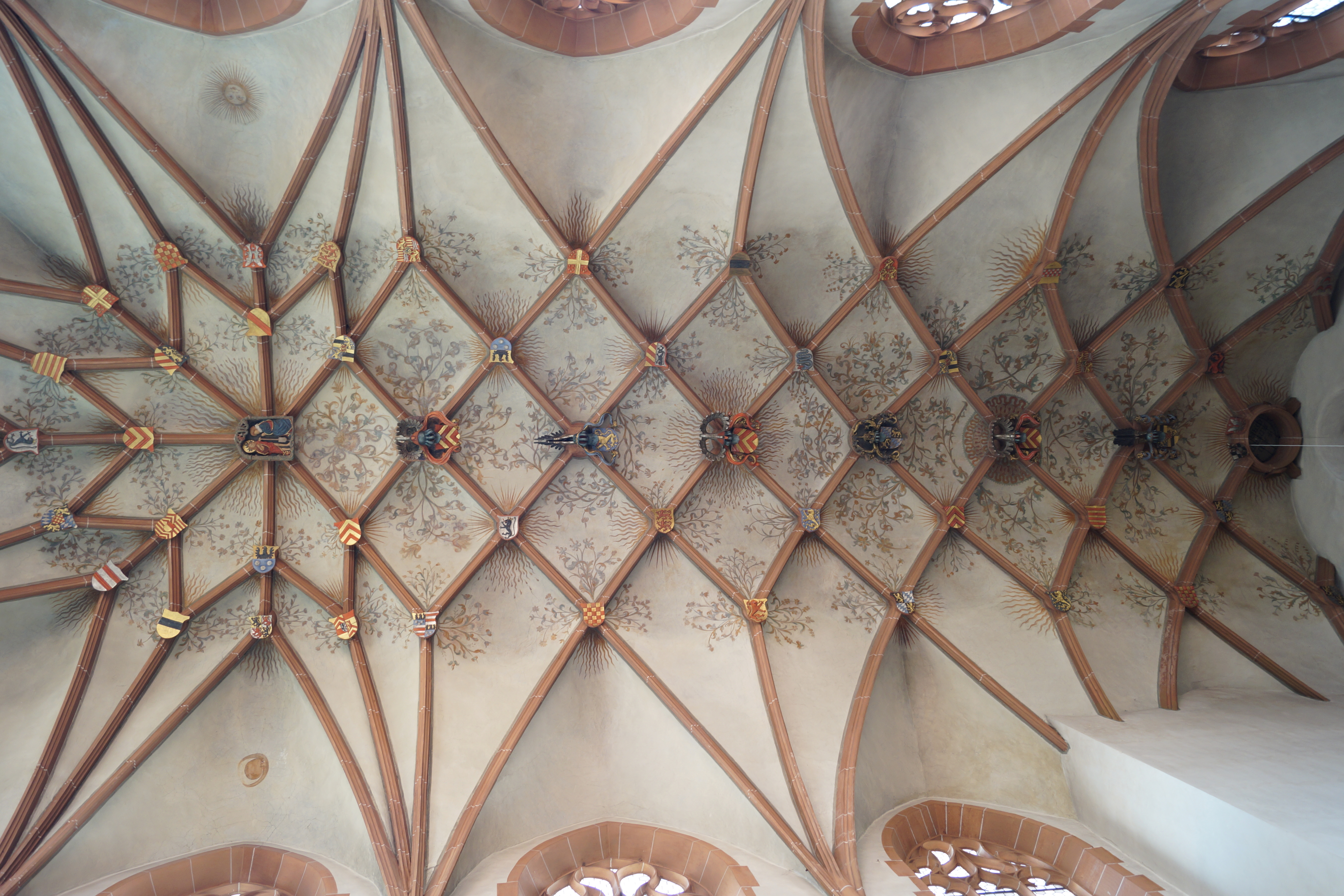
Netzgewölbe Chor
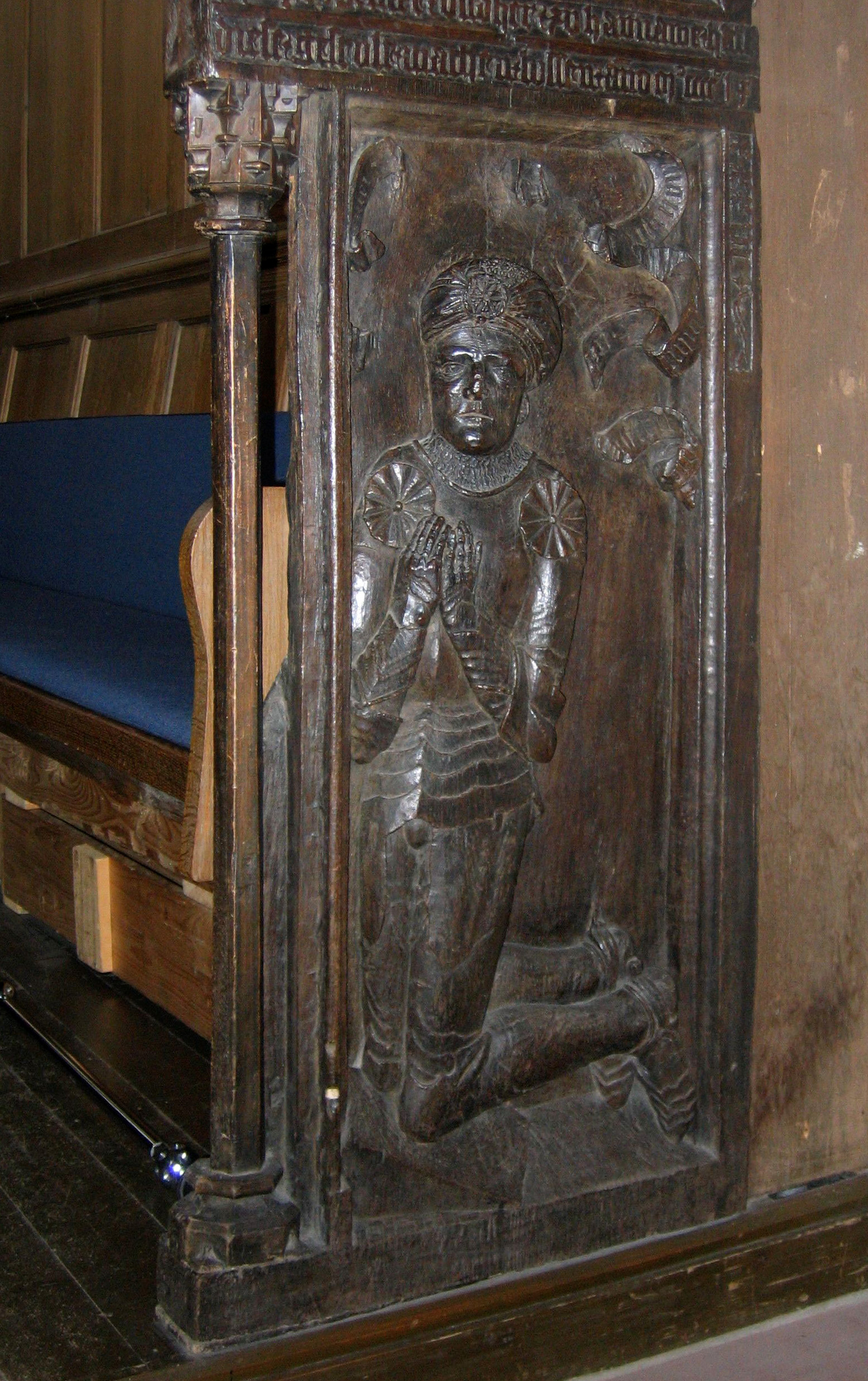
Chorstuhlwange mit einer Darstellung des Grafen [[Philipp I. (Hanau-Münzenberg)|Philipp I., des Jüngeren, von Hanau-Münzenberg
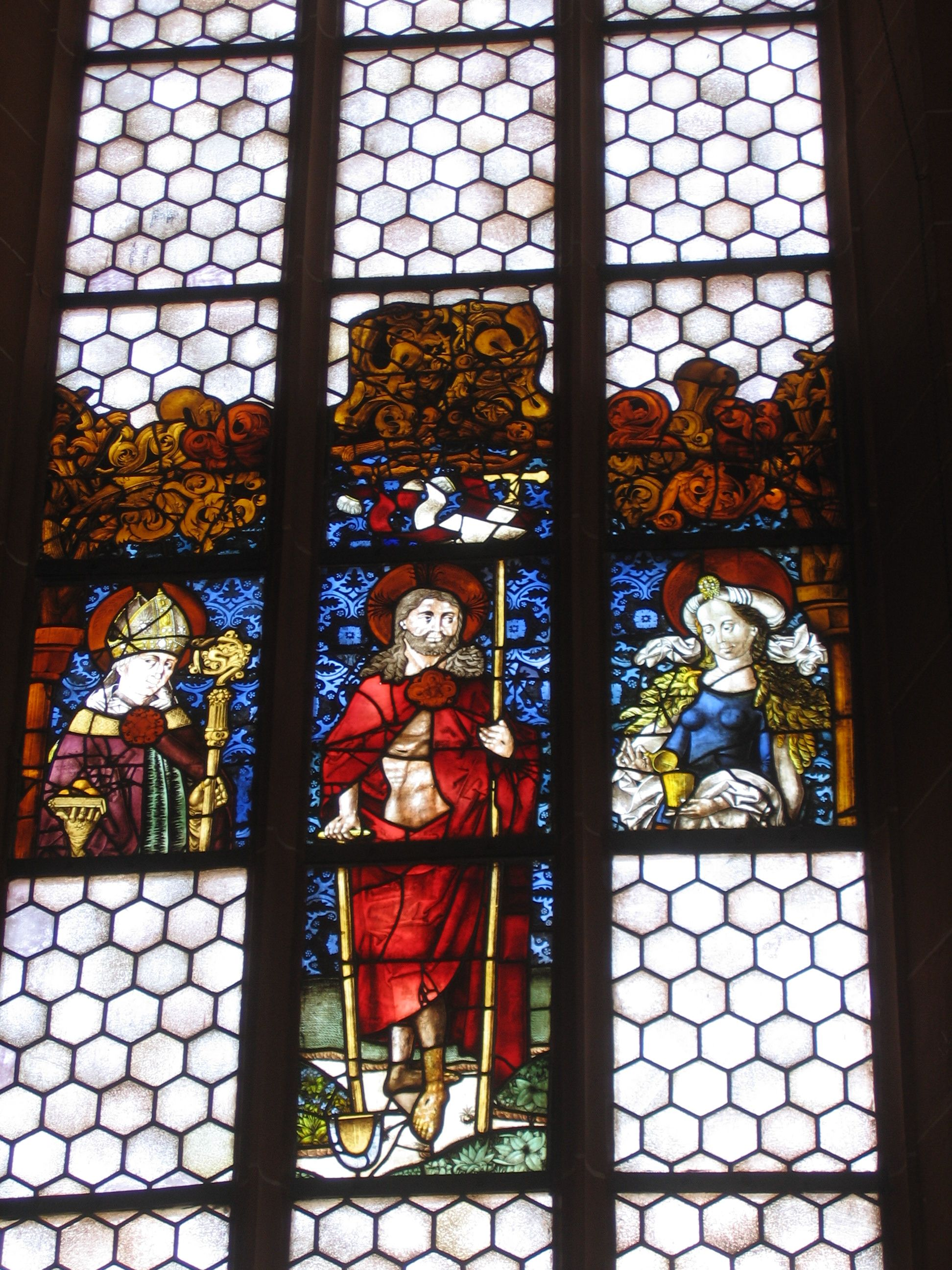
Marienkirche Hanau: Chorfenster mit dem Hl. Nikolaus, Christus als Gärtner und der Maria Magdalena

Als 1492 der prächtige Chor vollendet war, beherbergte er fünf Altäre, die Kirche insgesamt neun. Der Hochaltar war Maria Magdalena geweiht und trug eine Tafel mit ihrem Bild von dem Maler Sebald Fyoll (heute verloren). 1496 wurde das Chorgestühl gestiftet. Von ihm sind heute noch vier Chorstuhlwangen erhalten. Die nördlichen zeigen Graf Reinhard IV. (1473–1512) und seiner Gemahlin Katharina von Schwarzburg-Blankenburg (1470–1514), die einzig erhaltene südliche Graf Philipp I., den Jüngeren, – mit der Errichtungsinschrift – und an der Innenseite das Fragment eines Heiligen Georg. Aus dieser Zeit stammen auch die farbigen, spätmittelalterlichen Fenster im Chor, die zum überwiegenden Teil dem Meister WB zugeschrieben werden. Parallel zu der baulichen Erweiterung wurde die Kirche zu einem Kollegiatstift mit insgesamt zwölf Klerikern unter der Führung eines Dechanten erhoben. Graf Philipp I., der Jüngere, starb 1500. Nicht weniger als 214 Geistliche sollen seiner Beisetzung in der von ihm erneuerten und vergrößerten Kirche beigewohnt haben.

### Laurentiuskapelle

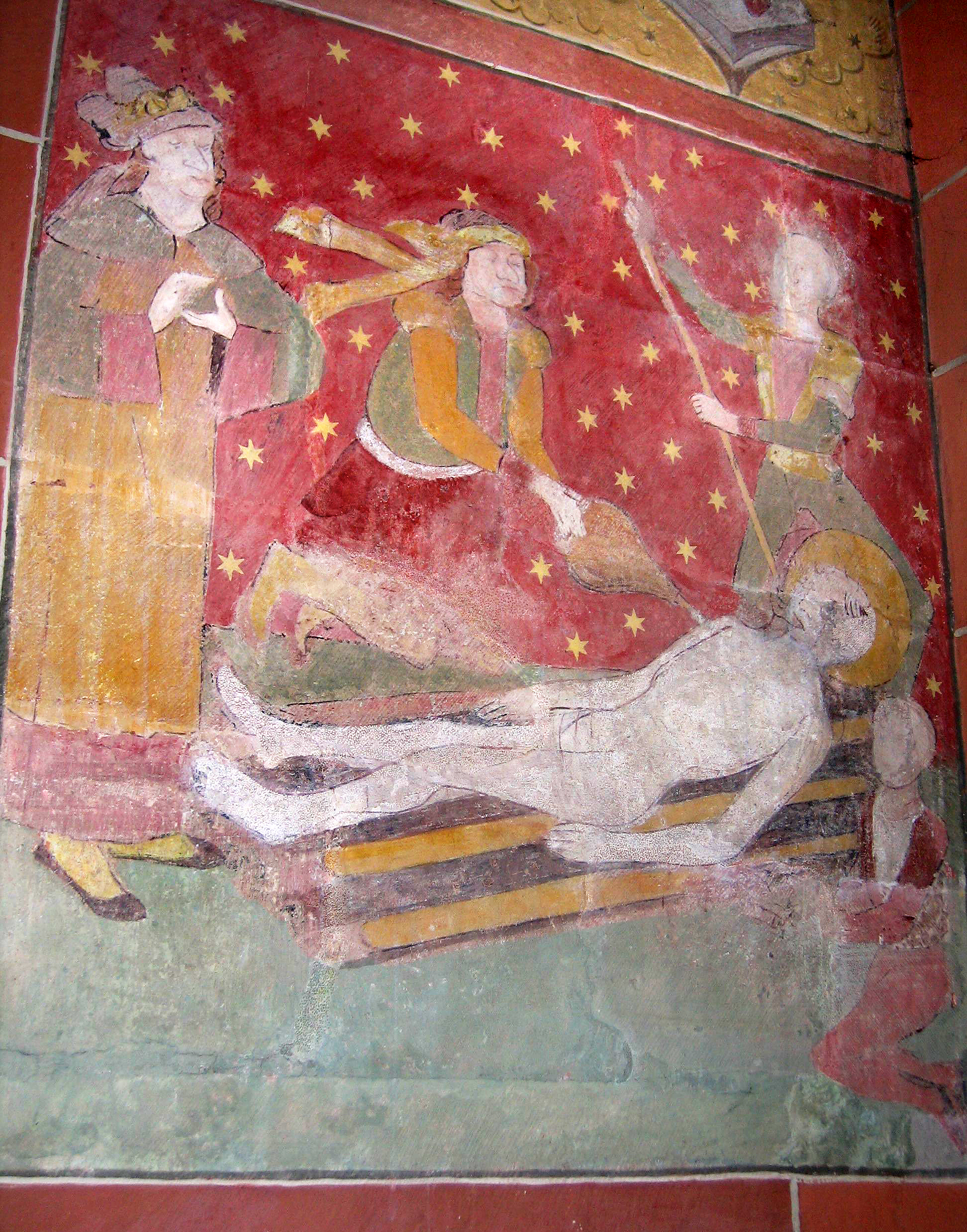
Marienkirche Hanau, Laurentiuskapelle: Heiliger Laurentius, Fresco

Gleichzeitig mit dem Chor wurde an dessen Südseite die kleine, dem Heiligen Laurentius geweihte Kapelle angebaut. Der Heilige ist im Schlussstein dargestellt. Sie diente ursprünglich als Kapitelhaus der Stiftsgeistlichen, heute als Sakristei. Sie ist mit Fresken geschmückt, die erst nach der Zerstörung von 1945 wiederentdeckt wurden, als sie unter abblätternder Tünche zum Vorschein kamen. Sie stellen das Martyrium des heiligen Laurentius und die Ärzte und Heiligen Cosmas und Damian dar. Ein weiteres Fresko zeigt die Heiligen Drei Könige und zwei heilige Diakone.
Vermutlich ist die Kapelle im Zusammenhang mit einem (letztendlich misslungenen) Reliquienkauf des Grafen Philipp I., des Jüngeren, zu sehen. Er sammelte – wie viele Große seiner Zeit – Reliquien. Vom Kloster Seligenstadt, das sich in einer finanziellen Notlage befand, kaufte er dessen gesamten Reliquienbestand, darunter das Haupt des Heiligen Laurentius. Wahrscheinlich war die Kapelle als Aufbewahrungsort für die Reliquien gedacht. Der Erzbischof von Mainz erhob aber Widerspruch gegen diesen Kauf und so musste Graf Philipp I., der Jüngere, die Reliquien wieder in Seligenstadt abliefern. Als Kompensation erhielt er dafür die Einkünfte des Klosters aus den Dörfern Nauheim, Eschersheim und Ginnheim.

## Reformation

### Erste Reformation
Die Zeit als Stift währte nicht lange. Das 16. Jahrhundert brachte die Reformation. Bereits 1523 wurde Pfarrer Adolf Arborgast ins Stiftskapitel aufgenommen, der bei seiner Berufung erklärte, dass er mit der täglichen Messe und Vesper möglichst wenig zu tun haben wolle, weil er sich viel mehr der Predigt des Evangeliums zu widmen gedenke. Sein Nachfolger, Magister Philipp Neunheller, ist der eigentliche Reformator Hanaus. Unter seinem Einfluss gewannen die Neuerungen immer mehr an Boden, sowohl in den Reihen der Stiftsherren als auch unter den Gemeindegliedern. Der katholische Stiftsgottesdienst wurde nie offiziell aufgehoben. Durch Ausscheiden von Geistlichen, deren Stellen nicht mehr neu besetzt wurden, nahm die Zahl der Altaristen immer weiter ab. 1537 bestand das Kapitel noch aus acht Geistlichen, 1548 waren es nur noch vier, 1550 hörte der Messgottesdienst in der Maria-Magdalena-Kirche auf. Es waren nun zwei, später drei Pfarrer an der Kirche tätig, die sich der Reformation verpflichtet fühlten.

### Bauliche Folgen
Die nächste Etappe der Baugeschichte der Kirche ist von den Erfordernissen der neuen Gottesdienstform geprägt. Im evangelischen Gottesdienst steht die Predigt vor der versammelten Gemeinde im Mittelpunkt. Deshalb ordnete Graf Philipp III. 1558 den Umbau des Langhauses der Kirche zu einer Saalkirche an. Die dreischiffige Unterteilung wurde beseitigt, die Außenmauern wesentlich erhöht und das Kirchendach in seiner Höhe dem des Chores angeglichen. An den Längsseiten wurden mehrstöckige Emporen für die Männer eingebaut, während die Frauen im Schiff Platz nahmen. Für Professoren, Beamte und Ratsherren gab es ebener Erde Stühle, die zum Sichtschutz gegen die Gemeinde vergittert waren. Der herrschaftliche Stuhl befand sich auf der Stirnseite der ersten Empore. Die flache Decke des Raumes stützten Säulen, die auch die Last des Dachbodens zu tragen hatten. Dort wurden die Naturalabgaben aus den Pfründen gelagert. Die Umbauarbeiten waren 1561 abgeschlossen. Davon zeugt das über dem Haupteingang angebrachte Doppelwappen des Bauherren und seiner Gemahlin, Pfalzgräfin Helena von Pfalz-Simmern. Der Turm wurde damals zu seiner heutigen Höhe aufgestockt. Die Jahreszahl 1568 in einer Fenstereinfassung gibt seine Vollendung an. In ihm war eine Wächterstube eingerichtet, in der ständig ein Beobachter saß, der Brände in der Stadt zu melden hatte, deren Richtung tagsüber mit einer Flagge und nachts mit einer Laterne angezeigt wurde. Gleichzeitig läuteten in einem solchen Fall die Glocken Sturm. Die Wächterstube war bis zum Jahr 1896 besetzt.

### Zweite Reformation

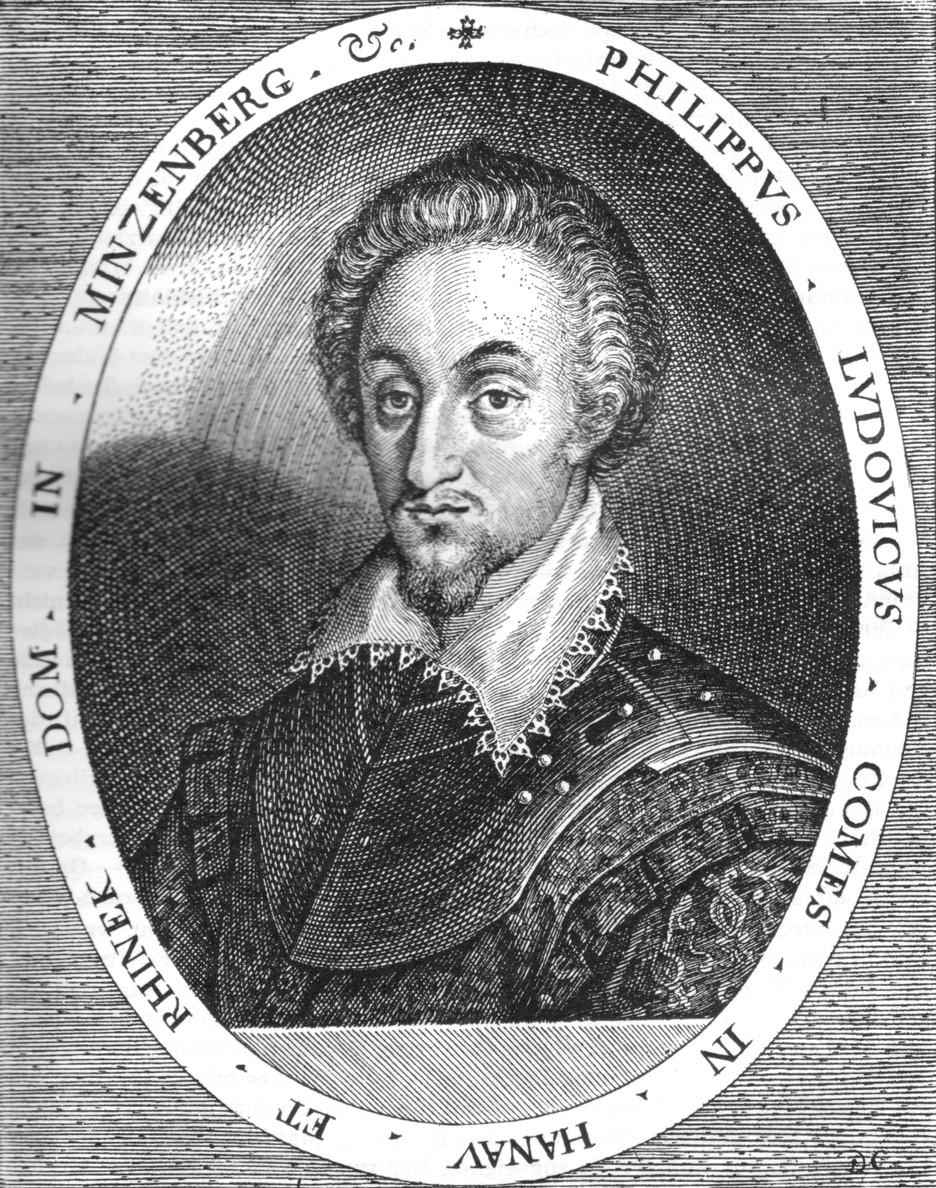
Philipp Ludwig II.

Die Reformation in Hanau war ursprünglich eher lutherisch geprägt. In einer „zweiten Reformation“, wurde die Konfession der Grafschaft Hanau-Münzenberg erneut gewechselt. Graf Philipp Ludwig II., wandte sich dem reformierten Zweig des Protestantismus zu, machte von seinem Recht des „cuius regio, eius religio“ als Landesherr Gebrauch und setzte diese Version der Reformation als verbindlich für die Grafschaft durch.

### Bauliche Folgen
Als äußeres Zeichen dieses Konfessionswechsels wurden 1595 die mittelalterlichen Altäre abgebrochen, Bilder, Schmuck und Kunstwerke aus der Kirche entfernt. Sie wurden zumindest zum Teil verkauft. So ist einer der mittelalterlichen Altäre, der Wörther Altar (heute steht er in der katholischen Pfarrkirche St. Nikolaus in Wörth am Main) erhalten geblieben. Die geschnitzten Teile des Chorgestühls, die Grabdenkmäler und ein Teil der Glasfenster im Chorraum sind der letzte verbliebene Rest der mittelalterlichen Ausstattung, der in der Kirche erhalten geblieben ist.
Im nun sehr leeren Chor baute man 1570 eine Chorbühne, eine im Sockelgeschoss geschlossene Empore, ein, die die östliche Hälfte des Chores abtrennte. Das Sockelgeschoss war mit Glasfenstern zum Kirchenraum hin abgetrennt und beherbergte Bibliothek und Archivalien. Über 100 Jahre später errichtete der Hanauer Orgelbauer Valentin Markart eine Barockorgel auf der Chorbühne. Das reich geschnitzte Gehäuse war zunächst ganz in Weiß und Gold gehalten und erhielt später eine braune Tönung. Die Orgel als beherrschendes Ausstattungsstück prägte den Chorraum bis zur Zerstörung 1945.
1602 wurde eine Gruft für das Hanauer Grafenhaus angelegt und 1642 erweitert. Dort wurden später auch Mitglieder des Hauses Hessen-Kassel, unter anderem Landgräfin Maria, Ehefrau des Landgrafen Friedrich II. von Hessen-Kassel und Kurfürst Wilhelm II. von Hessen bestattet. 1709 erhielt die Kirche neue Glocken (die 65 Zentner schwere ist noch heute vorhanden).

## Hanauer Union
Die Kirche nannte sich nachreformatorisch „Hochdeutsch reformierte Kirche“. Den Namen Marienkirche trägt sie erst wieder seit dem Jahr 1818. Anlässlich der damaligen Vereinigung der reformierten und lutherischen Gemeinden in der „Hanauer Union“ legten die Gemeinden die bis dahin geführten Bekenntnisbezeichnungen ab und die beiden Altstadtkirchen wurden neu benannt: Das Presbyterium der ehemals Reformierten Kirche, der heutigen Marienkirche, wünschte den Namen Paulskirche. Allerdings intervenierte der Landesherr, Kurfürst Wilhelm I. von Hessen, und verfügte, dass sie im Gedächtnis an seine Mutter, Prinzessin Maria von Hannover (1723–1772), Marienkirche heißen solle. Die ehemals lutherische Johanneskirche wurde nach dem Kurfürsten Johann Georg I. von Sachsen (1611–1656), der einst deren Grundstein gelegt hatte, benannt.
1847 bis 1849 fand eine grundlegende Restaurierung der Kirche ohne Rücksicht auf das historische Erscheinungsbild statt. 1847 wurde Kurfürst Wilhelm II. von Hessen-Kassel hier beigesetzt. Es war die letzte Beisetzung innerhalb der Kirche. 1929 fand eine weitere Renovierung der Kirche statt.

## Zerstörung im Zweiten Weltkrieg

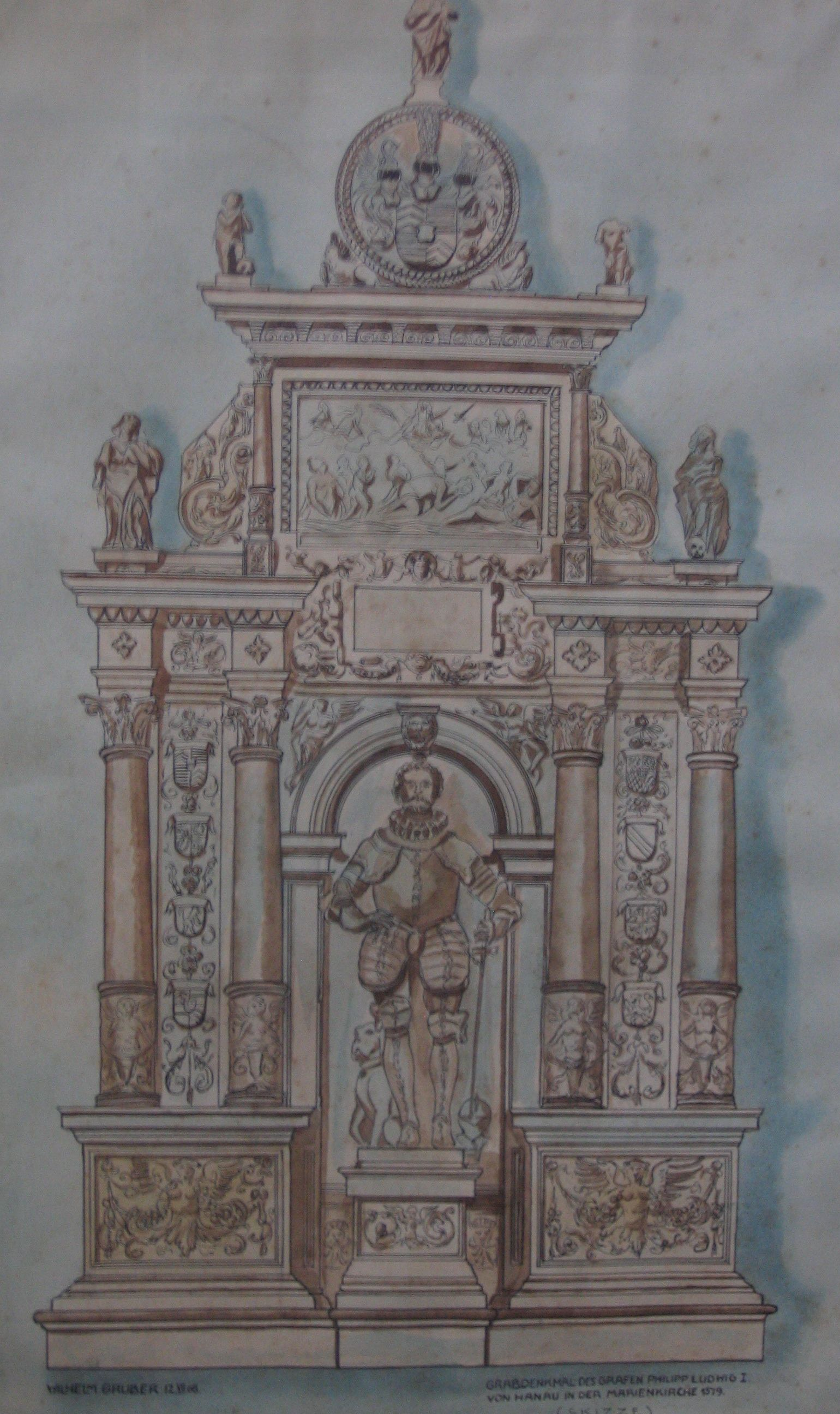
Zeichnung des im Zweiten Weltkrieg zerstörten Grabdenkmals des Grafen Philipp Ludwig I. von Hanau-Münzenberg von Karl Gruber

Verschiedene Luftangriffe, vor allem aber die verheerende Zerstörung vom 19. März 1945 legten die ganze Stadt Hanau ebenso wie die Kirche in Trümmer. Das Schiff war bis auf die Umfassungsmauern ausgebrannt, ebenso der Turm, von dem die Glocken geschmolzen herabstürzten. Nur das Gewölbe des Chores hielt stand, obwohl das brennende Dach darauf zusammenbrach. So konnte diese architektonische Kostbarkeit vor völliger Zerstörung bewahrt und später wieder restauriert werden.
Pfarrer Georg Göckel hatte während des Zweiten Weltkrieges vorsorglich alle Kunstwerke sowie die meisten alten Kirchenbücher, die von 1593 an vorhanden sind, sichergestellt und so vor der Vernichtung bewahrt. In der zerstörten Kirche fanden 1946 archäologische Grabungen durch Hugo Birkner statt. Die dabei geborgenen Grabplatten wurden zum größten Teil in den Wänden des Kirchenschiffes eingelassen.

## Wiederaufbau
Nach den Plänen von Professor Karl Gruber wurden zunächst der Chor (1951), der Turm (1954), das Schiff (1956) und schließlich das steile Dach über dem Chor (1961) wiederhergestellt. Das Vordach über dem Eingangsportal im Westen wurde 1963 angefügt. Der Innenraum des Schiffes wurde beim Wiederaufbau ohne die umlaufenden Emporen gestaltet, so dass die ursprüngliche Dreischiffigkeit im Kirchenschiff wieder erkennbar ist. Das Schiff erhielt eine Flachdecke über Betonsäulen, die sich als Sandsteinsäulen tarnen. Die Orgel wurde auf einer Empore an der Westseite aufgestellt, so dass der Chor wieder frei in seiner architektonischen Schönheit wirken kann – wie ursprünglich beabsichtigt. Die wenigen erhaltenen Kunstwerke, Kirchenfenster und Chorwangen wurden wieder eingebaut, die Grabmäler restauriert.

## Renovierungen
Eine erste Renovierung in der Nachkriegszeit fand 1975 statt.
Der nicht mehr zufrieden stellende Zustand der Orgel, die 1956/1957 und 1964 errichtet wurde, war Anlass für den letzten Umbau der Kirche in den Jahren 2002/2003. Die Orgelempore wurde völlig neu gestaltet, vor allem vergrößert, um dort auch einen Chor oder ein Orchester platzieren zu können. Für den neuen, höheren Prospekt der neuen Orgel wurde das Flachdach des Schiffes durch eine gotisch gewölbte Decke ersetzt – vermutlich die erste gotische Decke des einundzwanzigsten Jahrhunderts.

## Innenausstattung

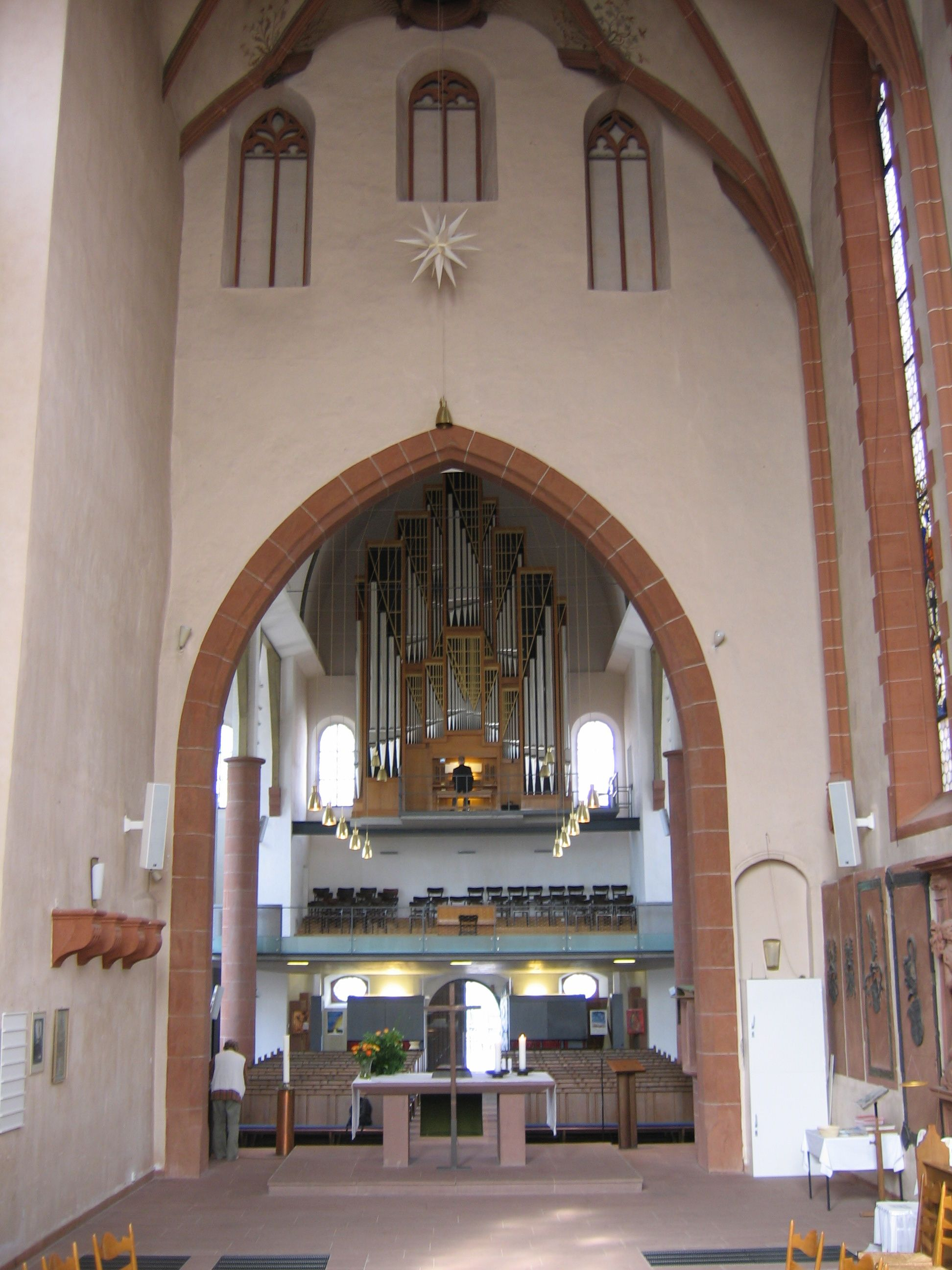
Marienkirche Innenraum nach Westen

Von der Innenausstattung ist außer dem Erwähnten bemerkenswert:
- Am Chorbogen steht rechts das Epitaph der Adriana von Nassau-Dillenburg (1449–1477). Sie war mit Graf Philipp I., dem Jüngeren, von Hanau-Münzenberg verheiratet. Die bemalte spätgotische Bildhauerarbeit zeigt die Gräfin betend dem heute nicht mehr erhaltenen Hochaltar zugewandt.
- Der Altar der Kirche ist kein monolithischer Steinblock, vielmehr ist er als Tisch gestaltet. Dies weist darauf hin, dass die Marienkirche vom Ende des 16. Jahrhunderts bis zum Anfang des 19. Jahrhunderts eine reformierte Kirche war. Dort wurde der klassische Altar durch den „Tisch des Herrn“ ersetzt, den Tisch, an dem die Gemeinde zusammen das Abendmahl feiert.
- An der nördlichen Chorwand stehen – von links nach rechts – Grabdenkmäler:
  - Graf Reinhard III. von Hanau (1452)
  - Graf Reinhard II. von Hanau (1451)
  - Gräfin Adriana von Nassau-Dillenburg (1449–1477)
  - Graf Philipp I., der Jüngere, von Hanau-Münzenberg († 1500)
  - Engelbert Halber von Hegern († 1556) und seine zweite Gattin, Dorothea von Oberkirch († 1591), vermutlich geschaffen von Hans Rodlein.
- Neben der Konsole des Hegernschen Grabmals sieht man den Grundstein zum Chor der Kirche (1585), dessen Inschrift heute allerdings bis zur Unkenntlichkeit zerstört ist.
- An der südlichen Chorwand fanden zwei von Johann von Trarbach geschaffene Renaissancegrabmale für Graf Philipp III. (1526–1561) und seine Gemahlin Pfalzgräfin Helena von Pfalz-Simmern (1532–1579) Platz.
- Westlich daran anschließend befinden sich vier leere Konsolen. Darauf stand das kunsthistorisch bedeutende Epitaph des Grafen Philipp Ludwig I. (1553–1580), eine bedeutende Schöpfung der Hochrenaissance. Nach seiner Zerstörung im Zweiten Weltkrieg sind davon nur noch einige Bruchstücke erhalten, die im Historischen Museum Hanau aufbewahrt werden.

## Orgel
Die Orgel wurde 2004 von der Orgelbaufirma Gerhard Grenzing (El Papiol, Montserrat) erbaut. Extra für dieses Instrument wurden in der Kirche zwei neue Emporen gebaut und die Decke erhöht. Die Orgel hat 48 Register auf drei Manualen und Pedal. Die Spieltrakturen sind mechanisch, die Registertrakturen mechanisch und elektrisch.
| I Hauptwerk C–g3 |                |       |
| 1.               | Prinzipal      | 16′   |
| 2.               | Oktave         | 8′    |
| 3.               | Fl. Harmonique | 8′    |
| 4.               | Rohrflöte      | 8′    |
| 5.               | Gambe          | 8′    |
| 6.               | Flöte          | 4′    |
| 7.               | Oktave         | 4′    |
| 8.               | Quinte         | 2 ⁄3′ |
| 9.               | Oktave         | 2′    |
| 10.              | Mixtur IV-V    |       |
| 11.              | Cornet V       | 8′    |
| 12.              | Trompete       | 8′    |

| II Positiv C–g3 |                |       |
| 13.             | Prinzipal      | 8′    |
| 14.             | Unda Maris     | 8′    |
| 15.             | Gedackt        | 8′    |
| 16.             | Oktave         | 4′    |
| 17.             | Rohrflöte      | 4′    |
| 18.             | Oktave         | 2′    |
| 19.             | Sesquialter II | 2 ⁄3′ |
| 20.             | Larigot        | 1 ⁄3′ |
| 21.             | Scharff III    |       |
| 22.             | Cromorne       | 8′    |
|                 | Glockenspiel   |       |
|                 | Tremulant      |       |

| III Schwellwerk C–g3 |                   |        |
| 23.                  | Bourdon           | 16′    |
| 24.                  | Prinzipal         | 8′     |
| 25.                  | Doppelflöte       | 8′     |
| 26.                  | Aeoline           | 8′     |
| 27.                  | Voix Celeste      | 8′     |
| 28.                  | Gedeckt           | 8′     |
| 29.                  | Oktave            | 4′     |
| 30.                  | Flauta Octaviante | 4′     |
| 31.                  | Nazard            | 2 ⁄3′  |
| 32.                  | Oktavin           | 2′     |
| 33.                  | Tierce            | 1 3⁄5′ |
| 34.                  | Progression III-V |        |
| 35.                  | Basson            | 16′    |
| 36.                  | Hautbois          | 8′     |
| 37.                  | Tr. Harmonique    | 8′     |
| 38.                  | Voix Humaine      | 8′     |
|                      | Tremulant         |        |

| Pedal C–g1 |             |     |
| 39.        | Bourdon     | 32′ |
| 40.        | Violon      | 16′ |
| 41.        | Subbass     | 16′ |
| 42.        | Prinzipal   | 8′  |
| 43.        | Cello       | 8′  |
| 44.        | Oktave      | 4′  |
| 45.        | Gedacktbass | 8′  |
| 46.        | Posaune     | 16′ |
| 47.        | Trompete    | 8′  |
| 48.        | Clairon     | 4′  |

- Koppeln:
  - Normalkoppeln: II/I, III/I, III/II, I/P, II/P, III/P
  - Superoktavkoppel: III/P
- Spielhilfen:
  - 2 × 64-fache Setzeranlage
  - Registercrescendo als Schwelltritt

## Glocken
Die Marienkirche besitzt das größte und tontiefste Geläute der Stadt Hanau. Das Gesamtgeläute erklingt nach dem Motiv: Wachet auf …
Die Ruferin aus dem Jahre 1709 ist einer der ältesten und größten Glocken im Hanauer Umland. Sie kam 1945 vom Hamburger Glockenfriedhof über den Hanauer Hafen zurück und erklingt alleine jeden Sonntag um 9:30 Uhr.
| Nr. | Gießer, Gussort                                      | Gussjahr | Gewicht (kg) | Nominal |
| 1   | Glockengießerei Gebrüder Rincker, Sinn               | 1954     | 3500         | a0      |
| 2   | Johannes und Andreas Schneidewind, Frankfurt am Main | 1709     | 2632         | cis1    |
| 3   | Glockengießerei Gebrüder Rincker, Sinn               | 1954     | 1450         | e1      |
| 4   | Glockengießerei Gebrüder Rincker, Sinn               | 1954     | 950          | fis1    |

## Heutige Nutzung
Die Gemeinde der Marienkirche ist seit dem 1. Januar 2014 ein Bezirk der Evangelischen Stadtkirchengemeinde Hanau.